# De Angeli (métro de Milan)
Pour les articles homonymes, voir Angeli.
De Angeli est une station de la ligne 1 du métro de Milan, située piazza Ernesto De Angeli.